# Øster Lyng
Øster Lyng er en sommerhusby på Nordvestsjælland med 285 indbyggere  (2024). Øster Lyng er beliggende i Nykøbing Sj Sogn tre kilometer øst for Nykøbing Sjælland og tre kilometer vest for Rørvig. Byen tilhører Odsherred Kommune og er beliggende i Region Sjælland.